# センチュリー・パシフィック・フード
センチュリー・パシフィック・フード（英語：Century Pacific Food, Inc.）は、フィリピンの食品会社である。

## ブランド
- 555
- Angel
- Argentina[1][2]
- Birch Tree
- Blue Bay
- Century Quality
- Century Tuna
- Fresca
- Home Pride
- Hunt's - コーンアグラ・ブランズからのライセンスによる。[3][4]
- Kaffe de Oro
- Lucky 7
- Proteus
- Shanghai
- Swif
- Wow

## 子会社
- センチュリー・カニング・コーポレーション
- パシフィック・ミート・カンパニー
- コロンブス・シーフードズ・コーポレーション
- スノー・マウンテン・デイリー・コーポレーション
- センチュリー・インターナショナル・中国・カンパニー・リミテッド
- 吉野家・センチュリー・パシフィック